# Garáže Hostivař

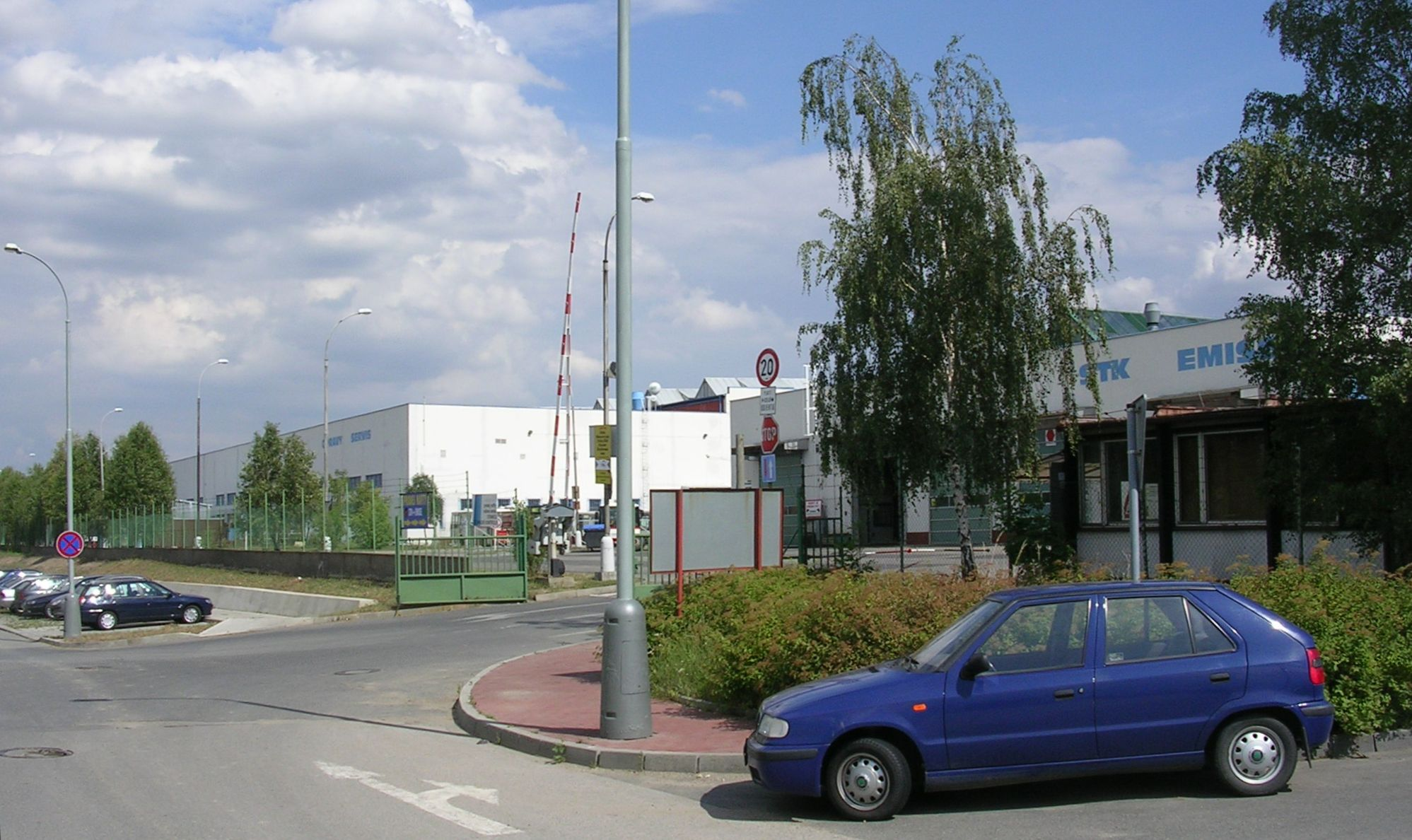
Vjezd do hostivařských garáží

Garáže Hostivař (oficiálně Dopravně-opravárenská základna Hostivař, zkratkou DOZ Hostivař) jsou autobusové garáže a opravny Dopravního podniku hl. m. Prahy (DPhlmP) v Praze-Hostivaři, celá vstupní část objektu i menší část garáží leží na území Malešic. Na areál garáží navazuje strašnické depo metra Hostivař a stanice metra Depo Hostivař.
Původně sloužil hostivařský areál výhradně k opravám autobusů. Zastaralé a nevyhovující prostory v Rustonce a v dalších objektech, kde byly provizorně prováděny opravy autobusů, byly v polovině 80. let 20. století nahrazeny moderním areálem v Hostivaři. Otevřen byl na přelomu let 1984 a 1985 a tvořily jej dvě rozlehlé haly s dvorem mezi sebou, sociálním zařízením a potřebnými kancelářskými prostorami. I v současnosti je DOZ Hostivař hlavní opravnou autobusů DPP, jsou zde prováděny generální opravy, modernizace, opravy historických vozidel z Muzea MHD, ale i zakázkové opravy pro jiné zákazníky.
Samotné garáže byly zprovozněny 2. dubna 1994 a jsou tak nejnovějšími pražskými autobusovými garážemi. Nahradily zrušené garáže Libeň. Z počátku nebyl areál opraven na garážování vozů připraven, teprve v roce 2000 byla otevřena nová venkovní plocha pro 163 autobusů, o rok později byla zprovozněna hala denního ošetření. Kapacita hal činí 110 standardních autobusů. V prostoru garáží se nachází i podniková autoškola a zájezdové autobusy.
K 1. září 2005 zde bylo garážováno celkem 204 autobusů včetně kloubových a nízkopodlažních. K témuž datu bylo z Hostivaře vypravováno 50 linek MHD včetně několika nočních, školních, jedné příměstské a dvou speciálních linek pro zdravotně postižené občany. Do hostivařských garáží byly zařazeny první nízkopodlažní autobusy v Praze, tři vozy Neoplan N 4014/3 již v roce 1994.